# Эль-Силлар
 Эль-Силлар  (исп.  El Sillar ) — территория геологических образований в Боливии, также известная как  Валье-де-ла-Луна  (исп. Valle de la Luna), что в переводе с испанского означает «Лунная долина». Находится в 17 километрах  к северо-западу от города Туписа в провинции Суд Чичас департамента  Потоси, в месте, где дорога проходит по узкому перешейку между двумя долинами. Вся территория, состоящая из горных склонов утыкана шпилями остроконечных скал, что внешне напоминает каменный лес. 

Живописная долина популярна у туристов. Здесь в обязательном порядке делает остановку экскурсионный транспорт, следующий по маршруту Туписа – Солончак Уюни.